# Grüne Jugend
Grüne Jugend (traducción literal: Juventud Verde) es una organización juvenil alemana enfocada en la ideología de la política verde, vinculada al partido político Alianza 90/Los Verdes.

## Historia

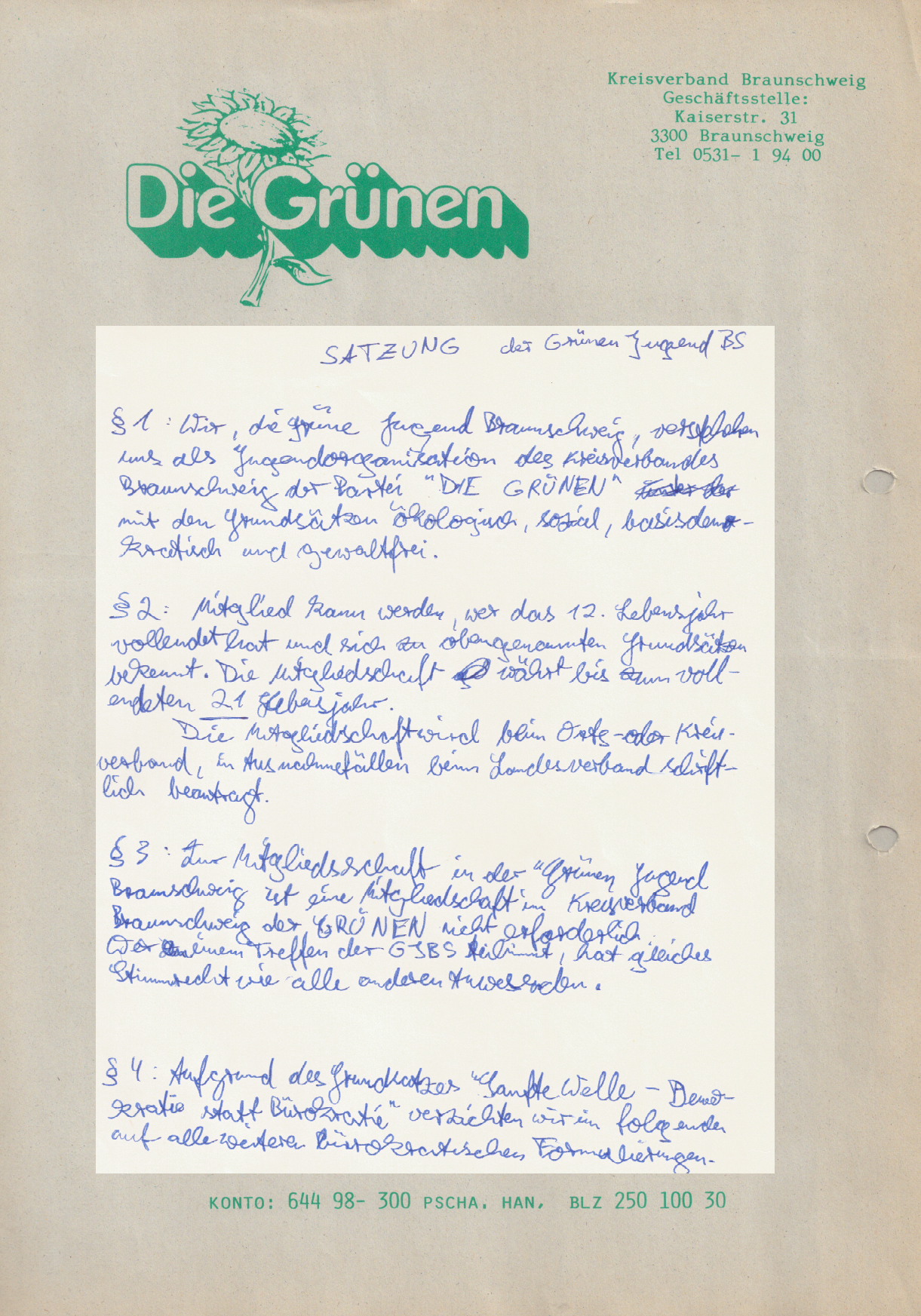
Estatutos originales del Die Grünen, 1981

La organización fue fundada el 15 de enero de 1994 como una asociación independiente con el nombre de Grün-Alternatives Jugendbündnis. Anteriormente existían varias asociaciones estatales similares como la Grüne Jugend Braunschweig, fundada en 1981, la Grüne Jugend Hessen y la Asociación de Jóvenes de Baden-Württemberg, ambas establecidas en 1991. Paralelamente a estas organizaciones estatales estaba la Bundesjugendkontaktstelle, una red informal de jóvenes miembros y simpatizantes de Die Grünen.
Después de varios años de debate se fundó una organización juvenil verde federal en la que se fusionaron las organizaciones estatales y la mencionada Bundesjugendkontaktstelle. En 2001, el Grüne Jugend se convirtió en parte integral de Die Grünen y perdió su condición de organización independiente.

## Organización
Grüne Jugend es un grupo base dentro del partido Alianza 90/Los Verdes y cuenta con alrededor de siete mil miembros. Algunos de ellos pertenecen también a organizaciones estatales, mientras que otros son socios directos de la organización federal. Los miembros de la organización juvenil representan actualmente alrededor del 15% de los miembros del partido principal. La membresía de la organización termina cuando se cumplen los 27 años de edad.